# Louis Michel
Louis Michel (n. 4 mai 1923, Roanne, Loire, Franța – d. 30 decembrie 1999, Bures-sur-Yvette, Île-de-France, Franța) a fost un fizician teoretician francez. Fondator al Centrului de Fizică Teoretică de la École Polytechnique, a fost profesor la Institut des Hautes Études Scientifiques (IHES), președinte al Societății Franceze de Fizică și membru al Academiei Franceze de Științe. A adus contribuții importante în fizica teoretică, de la fizica particulelor elementare la cristalografie. Lucrările sale privind ruperea spontană a simetriei, în diverse contexte, au deschis o perspectivă nouă asupra descrierii teoretice a fenomenelor neliniare în fizică.

## Biografie
Louis Michel a obținut diploma de inginer la École polytechnique din Paris și doctoratul la Manchester, cu o teză tratând despre teoria interacțiilor slabe. A fost cercetător la Copenhaga și la Institute for Advanced Study, Princeton. Întors în Franța, a activat în didactică și cercetare la Lille și Orsay, apoi la École polytechnique, unde a pus bazele Centrului de Fizică Teoretică (CPHT). În 1962 a devenit profesor permanent la Institut des Hautes Études Scientifiques (IHÉS), Bures-sur-Yvette. A fost președinte al Societății Franceze de Fizică (Société française de physique) (1978–1980). În 1979 a fost ales membru al Academiei Franceze de Științe (Académie des sciences); în 1982 i s-a decernat Medalia Wigner. A încetat din viață la 30 decembrie 1999, la Bures-sur-Yvette. În memoria sa au fost instituite la IHES catedrele de cercetare Chaires Louis Michel pentru vizitatori de lungă durată, fizicieni.

## Lucrări
În teoria interacțiilor slabe, Michel a studiat dezintegrarea miuonului (într-un electron și doi neutrini), introducând așa-numitul parametru Michel. În teoria interacțiilor tari, a demonstrat conservarea parității G (care, de exemplu, interzice tranziții dintr-o stare cu număr impar de pioni într-o stare cu număr par de pioni, sau invers). Împreună cu V. Bargmann și V. Telegdi a formulat ecuația Bargmann-Michel-Telegdi care descrie precesia spinului în câmp magnetic. Împreună cu Luigi A. Radicati a dezvoltat teoria geometrică a octetului SU(3). Încă din 1953 introdusese o descriere a tranzițiilor de fază ca fenomene de rupere a simetriei; a aplicat acest concept la o clasă largă de fenomene, de la fizica particulelor elementare la cristalografie.